# Филимонов, Вадим Донатович
Вади́м Дона́тович Филимо́нов (14 января 1931, Новосибирск — 12 сентября 2022, Москва) — учёный-юрист, специалист в области уголовного, уголовно-исполнительного права и криминологии, доктор юридических наук, профессор, депутат Государственной думы первого (1993—1995) и второго (1995—1999) созывов, фракция КПРФ. Председатель Комиссии Государственной думы РФ по оценке соблюдения процедурных правил и фактической обоснованности обвинения, выдвинутого против Ельцина.

## Биография
- 1953 — окончил с отличием юридический факультет Томского государственного университета. С 1953 года — ассистент, старший преподаватель.
- 1959 — заочная аспирантура при ЛГУ.
- 1962 — диссертация «Ответственность за рецидив преступлений по советскому уголовному праву» в совете Высшей школы МВД РСФСР (Москва).
- 1971 — диссертация «Общественная опасность личности преступника (уголовно-правовые и криминологические исследования)» в совете Всесоюзного института по изучению причин и разработке мер предупреждения преступности при Прокуратуре СССР (Москва).
- 1978—1990, 1992—2000 — заведующий кафедрой уголовного права.
- 1985 — проректор по учебной работе ТГУ.
- 1988—1990 — первый проректор ТГУ.

В 1991 году — член Комитета конституционного надзора СССР.
1992 — один из представителей КПСС и КП РСФСР в Конституционном суде РФ на процессе по делу КПСС.
С 1993 года — член ЦИК КПРФ.
С 1996 по 1999 — член постоянной делегации Федерального Собрания Российской Федерации в Парламентской ассамблее Совета Европы.
В 1998—1999 гг. — председатель Специальной комиссии Государственной Думы по оценке соблюдения процедурных правил и фактической обоснованности обвинения, выдвинутого против Президента РФ.

## Научные работы
- «Общественная опасность личности преступника (предпосылки, содержание, критерии)» (Томск, 1970);
- «Общественная опасность личности отдельных категорий преступников и её уголовно-правовое значение» (Томск, 1973);
- «Криминологические основы уголовного права» (Томск, 1981);
- «Принципы уголовного права» (М., 2002);
- «Охранительная функция уголовного права» (СПб., 2003),
- «Нормы уголовного права» (СПб., 2004),
- автор более 100 научных статей и 3 монографий, соавтор 4 книг. Подготовлено 5 учебных и учебно-методических пособий, в том числе комментария Уголовного кодекса (1997) и Уголовно-исполнительного (1997) кодексов РФ.

## Семья
- Жена — Вера Александровна (дев. Апрелкова, 1930—1988).
  - Сын — криминолог Олег Вадимович Филимонов (07.07.1953 — 21.04.2013).
  - Сын — юрист Игорь Вадимович Филимонов (1963).
- Жена — Вера Ивановна Гриднева (1935) — доктор биологических наук, профессор, зав. кафедрой физиологии человека и животных ТГУ.